# Reihe Apologetische Themen
Die Reihe Apologetische Themen (abgekürzt R.A.T.) ist eine theologische Buchreihe mit dem Anliegen einer Darstellung und kritischen Bewertung christlicher sowie esoterischer Strömungen und Gemeinschaften aus evangelischer Perspektive. 

## Herausgeber und Verlag
Herausgeber war Werner Thiede, außerplanmäßiger Professor für Systematische Theologie an der Universität Erlangen-Nürnberg. Es erschienen 12 Bände, alle im Friedrich Bahn Verlag (früher in Konstanz, 1995 übernommen von der Neukirchener Verlagsgesellschaft in Neukirchen-Vluyn). 

## Erscheinungsjahre 1992 bis 1999
Die Reihe begann 1992 und wurde 1999 mit dem 12. Band (Titel: Sektierertum) abgeschlossen: Dieser enthält ein knappes Gesamtregister für alle Bände, und ein „Nachwort des Herausgebers: Zum Abschluß der R.A.T.“. Darin erläutert Thiede sein Anliegen: Er wollte Taschenbücher herausgeben, „die von Wissenschaftlern geschrieben“ und „dennoch gut lesbar waren“.

## Liste der Bände der R.A.T.
- R.A.T. Bd. 1: Werner Thiede: Scientology – Religion oder Geistesmagie? 1992, 2. Aufl. 1995.
- R.A.T. Bd. 2: Hans-Jürgen Ruppert: Theosophie – unterwegs zum okkulten Übermenschen. 1993.
- R.A.T. Bd. 3: Friedrich Heyer: Anthroposophie – ein Stehen in Höheren Welten? 1993.
- R.A.T. Bd. 4: Matthias Pöhlmann: Lorber-Bewegung – durch Jenseitswissen zum Heil? 1994.
- R.A.T. Bd. 5: Jan Badewien: Reinkarnation – Treppe zum Göttlichen? 1994.
- R.A.T. Bd. 6: Werner Thiede: Esoterik – die postreligiöse Dauerwelle. 1995.
- R.A.T. Bd. 7: Hans Schwarz: Schöpfungsglaube – im Horizont moderner Naturwissenschaft. 1996.
- R.A.T. Bd. 8: Helmut Obst: Neuapostolische Kirche – die  exklusive Endzeitkirche? 1996.
- R.A.T. Bd. 9: Reinhart Hummel: Vereinigungskirche – die Moon-Sekte im Wandel. 1997.
- R.A.T. Bd. 10: Hans-Georg Pöhlmann: Heiliger Geist – Weltgeist oder Zeitgeist? 1998.
- R.A.T. Bd. 11: David Trobisch: Mormonen – die Heiligen der Letzten Zeit? 1998.
- R.A.T. Bd. 12: Werner Thiede: Sektierertum – Unkraut unter dem Weizen? 1999.

## Einzelbelege
1. ↑  Thiede: Sektierertum, 1999, S. 267 (Nachwort) und S. 269f (Gesamt-Register).